# 116ª Brigata meccanizzata
La 116ª Brigata meccanizzata autonoma (in ucraino 116-та окрема механізована бригада?, 116-ta okrema mechanizovana bryhada, unità militare A4722) è un'unità di fanteria meccanizzata delle Forze terrestri ucraine, con base a Kremenčuk.

## Storia
La brigata è stata creata alla fine di gennaio 2023 come parte dell'espansione dell'esercito ucraino in previsione della controffensiva estiva, sulla base del 4º, 10º e 65º Battaglione fucilieri (unità militare A7088, A7094 e A4569), costituiti Žytomyr, Leopoli e Černihiv nel febbraio 2022 in seguito all'invasione russa e riorganizzati come battaglioni meccanizzati. Fa parte insieme ad altre 8 nuove brigate del 10º Corpo operativo, equipaggiato ed addestrato principalmente grazie agli aiuti occidentali e destinato alle operazioni offensive. Almeno parte dell'unità è stata addestrata in Polonia. Il gruppo di artiglieria della brigata è stato costituito a partire da un battaglione della 49ª Brigata artiglieria.
La brigata è stata schierata per la prima volta al fronte a metà agosto 2023, rinforzando la 118ª Brigata meccanizzata ed avanzando lungo le trincee russe a sud e est del villaggio di Robotyne, snodo cruciale della controffensiva ucraina appena catturato. Alla fine di settembre è stata nuovamente impiegata in prima linea, venendo immessa nel saliente con la 15ª Brigata "Kara-Dag" e la 71ª Brigata cacciatori. A novembre il gruppo di artiglieria della brigata è stato temporaneamente trasferito nel settore di Kup"jans'k, mentre il resto dei reparti sono stati ritirati dal fronte. All'inizio di dicembre la brigata è tornata in prima linea, venendo schierata nel settore di Avdiïvka per rafforzare le difese della città a causa dell'offensiva russa. In particolare ha cooperato con la 47ª Brigata meccanizzata sia sul fianco nord che durante un contrattacco nei sobborghi meridionali dell'insediamento.
All'inizio di agosto 2024 elementi della brigata hanno preso parte all'offensiva ucraina nell'oblast' di Kursk, occupando diversi villaggi oltre il confine russo e coordinando il bombardamento con i sistemi HIMARS delle colonne di truppe russe inviate come rinforzo, che hanno subito gravi perdite. Il "Khorne Group" della brigata è stato inoltre impiegato a metà settembre in supporto alle unità ucraine penetrate a sud di Gluškovo, le quali hanno attaccato le retrovie della 155ª Brigata fanteria di marina minacciando l'accerchiamento di numerose forze russe a sud del fiume Sejm. A metà novembre la brigata, schierata nell'area di Kup"jans'k, è stata impiegata in un contrattacco per respingere ed eliminare una penetrazione della 25ª Brigata fucilieri motorizzata che aveva raggiunto i sobborghi settentrionali della città. Nelle due settimane successive, grazie anche a un contrattacco della 14ª Brigata meccanizzata, le forze ucraine hanno riguadagnato il terreno perso a nord della città.
Ad agosto 2025 il 53º Battaglione fucilieri assegnato alla brigata è stato distaccato e riorganizzato come unità da ricognizione.

## Struttura
- Comando di brigata[20]
- 1º Battaglione meccanizzato
- 2º Battaglione meccanizzato
- 3º Battaglione meccanizzato
- 22º Battaglione fucilieri (unità militare A7106)[21]
- 33º Battaglione fucilieri (Putyvl', unità militare A4026)[22]
- 146º Battaglione fucilieri
- Battaglione corazzato (T-64BV)
- Unità speciale "Khorne Group"
- Gruppo d'artiglieria
  - Batteria acquisizione obiettivi
  - Battaglione artiglieria semovente (2S1 Gvozdika)
  - Battaglione artiglieria semovente (AS-90)
  - Battaglione artiglieria lanciarazzi
  - Battaglione artiglieria controcarri
- Battaglione artiglieria missilistica contraerei
- Battaglione genio
- Battaglione manutenzione
- Battaglione logistico
- Compagnia ricognizione
- Compagnia comunicazioni
- Compagnia radar
- Compagnia difesa NBC
- Compagnia medica

## Simboli
Lo stemma della brigata, su fondo verde, presenta una croce cosacca dorata circondata da quattro stelle a sei punte, elementi araldici dell'oblast' di Poltava dove ha sede l'unità. Le sciabole cosacche argentate incrociate simboleggiano il successo militare e la prontezza a difendere la madrepatria. Il bordo blu dello scudo rappresenta l'appartenenza della brigata alle forze meccanizzate dell'Ucraina.

## Comandanti
- Colonnello Mychajlo Ihnatyšyn (gennaio 2023 - settembre 2024)[24]
- Colonnello Ivan Kolontaj (settembre 2024 - in carica)[25]